# Deltote dorata
Deltote dorata is een vlinder van de familie van de uilen (Noctuidae). De wetenschappelijke naam van deze soort is voor het eerst voorgesteld als Erastria dorata door George Francis Hampson in een publicatie uit 1902.
De soort komt voor in Sri Lanka.